# رزورسین
رزورسین (resorcin) یا Resorcinol یک دی هیدروکسی بنزن است. ایزومر یک و سه benzenediol با فرمول شیمیایی C6H4(OH)2 می‌باشد.
1. ↑  Gawron, O., Duggan, M., Grelechi, C., J. Anal. Chem., 1952, 24, 969.